# Genndi Tartakovsky
Genndy Tartakovsky (Russisch: Геннадий Борисович Тартаковский, Gennadi Borisovitsj Tartakovski), (Moskou, 17 januari 1970) is een Amerikaanse televisie-animator en televisieproducent die in de toenmalige Sovjet-Unie geboren is. Zijn bekendste creaties zijn Dexter's Laboratory, The Powerpuff Girls, Samurai Jack, Star Wars: Clone Wars en Sym-Bionic Titan.

## Filmografie

### Regisseur
- 2 Stupid Dogs (1993)
- Dexter's Laboratory (1996)
- The Powerpuff Girls (1998–2000)
- Dexter's Laboratory: Ego Trip (1999)
- Samurai Jack (2001)
- Dexter's Laboratory: Chicken Scratch (2002)
- Star Wars: Clone Wars (2003)
- Maruined (2009)
- Sym-Bionic Titan (2010–2011)
- Hotel Transylvania (2012)
- Hotel Transylvania 2 (2015)
- Hotel Transylvania 3: Summer Vacation (2018)

### Producent
- Dexter's Laboratory (1996)
- The Powerpuff Girls (1998–2001)
- Samurai Jack (2001)
- The Flintstones: On the Rocks (2001)
- Star Wars: Clone Wars (2003)

### Schrijver
- Dexter's Laboratory (1996)
- The Powerpuff Girls (1998–2001)
- Cow and Chicken (1998, "Cow's Pie")
- Samurai Jack (2001)
- Star Wars: Clone Wars (2003)
- Sym-Bionic Titan (2010–2011)

### Animatie
- 2 Stupid Dogs (1993)
- The Critic (1994)
- The Powerpuff Girls (1998–2000)
- The Powerpuff Girls Movie (2002)
- Star Wars: Clone Wars (2003)
- How to Eat Fried Worms (2006)
- Korgoth of Barbaria (2006)
- Priest (2011)

### Storyboards
- 2 Stupid Dogs (1993)
- Dexter's Laboratory (1996)
- Dexter's Laboratory: Ego Trip (1999)
- Dexter's Laboratory: Chicken Scratch (2002)
- Star Wars: Clone Wars (2003)
- Iron Man 2 (2010)

- Bibsys: 4102764
- Biblioteca Nacional de España: XX1603448
- Bibliothèque nationale de France: cb14140277v (data)
- Catàleg d'autoritats de noms i títols de Catalunya: 981058609952806706
- Gemeinsame Normdatei: 1032137908
- International Standard Name Identifier: 0000 0000 3799 9648
- Library of Congress Control Number: n2004024267
- MusicBrainz: c919ab72-653c-4d7a-89c6-f7358031fa2f
- Nationale Bibliotheek van Tsjechië: xx0203636
- Nationale Bibliotheek van Polen: a0000002693786
- Nederlandse Thesaurus van Auteursnamen: 197297536
- Réseau des bibliothèques de Suisse occidentale: 02-A021584792
- Système universitaire de documentation: 193867788
- Virtual International Authority File: 28919933
- WorldCat: E39PBJtmqGWcfgQjvhJFvhKfMP